# Великообухівська сільська рада
Великообухівська сільська рада — колишній орган місцевого самоврядування у Миргородському районі Полтавської області з центром у c. Велика Обухівка.

## Населені пункти
Сільраді були підпорядковані населені пункти:
- c. Велика Обухівка
- с. Панасівка
- с. Сакалівка